# بنه قیصر
بنه قیصر، روستایی از توابع بخش سردشت شهرستان دزفول در استان خوزستان ایران است.در هفدهم ربیع الاول ۱۲۲۱ قمری توسط قیصر فرزند جمشید از طایفه بساک ایل بختیاری خریداری گردید اسناد ان موجود می باشد

## جمعیت
این روستا در دهستان ماهوربرنجی قرار دارد و براساس سرشماری مرکز آمار ایران در سال ۱۳۸۵، جمعیت آن ۱۳۱ نفر (۱۸خانوار) بوده‌است.